# One Equity Partners
One Equity Partners är en amerikansk investmentbank tillika riskkapitalbolag som investerar i företag inom branscherna för hälso- och sjukvård, industri och teknologi. De förvaltar ett kapital på omkring $4 miljarder för år 2018.
Företaget grundades 2001 av den före detta olympiska roddaren Richard Cashin i syfte att ha det som en investmentbank åt sin arbetsgivare Bank One Corporation. 2004 fusionerades Bank One med J.P. Morgan Chase för $58 miljarder. 2015 knoppades OEP av från J.P. Morgan och blev ett självständigt bolag.
De har huvudkontor i New York i New York med ytterligare kontor i både Chicago i Illinois och Frankfurt i Tyskland.